# Dworzyszcze (rejon głębocki)
Dworzyszcze (biał. Дворышча; ros. Дворище) – wieś na Białorusi, w obwodzie witebskim, w rejonie głębockim, w sielsowiecie Plissa.
Nazwa dawniej używana – Rudaki.

## Historia
W czasach zaborów wieś w gminie Łużki, w powiecie dzisieńskim, w guberni wileńskiej Imperium Rosyjskiego.
W latach 1921–1945 wieś leżała w Polsce, w województwie wileńskim, w powiecie dziśnieńskim w gminie Łużki.
Według Powszechnego Spisu Ludności z 1921 roku zamieszkiwało tu 130 osób, 67 było wyznania rzymskokatolickiego a 63 prawosławnego. Jednocześnie 67 mieszkańców zadeklarowało polską a 63 białoruską przynależność narodową. Było tu 19 budynków mieszkalnych. W 1931 w 22 domach zamieszkiwały 153 osoby.
Wierni należeli do parafii rzymskokatolickiej w Zadorożu i prawosławnej w Porzeczu Cerkiewnym. Miejscowość podlegała pod Sąd Grodzki w Łużkach i Okręgowy w Wilnie; właściwy urząd pocztowy mieścił się w Łużkach.
W wyniku napaści ZSRR na Polskę we wrześniu 1939 miejscowość znalazła się pod okupacją sowiecką. 2 listopada została włączona do Białoruskiej SRR. Od czerwca 1941 roku pod okupacją niemiecką. W 1944 miejscowość została ponownie zajęta przez wojska sowieckie i włączona do Białoruskiej SRR.
Od 1991 w składzie niepodległej Białorusi.